# كامي (ستريت فايتر)
كامي (باليابانية: キャミィ) اسمها الكامل كامي وايت، هي شخصية خيالية في سلسلة ستريت فايتر القتالية وثاني مقاتلة تظهر في السلسلة بعد تشن لي. ظهرت للمرة الأولى في سنة 1993 ضمن أربع شخصيات جديدة في لعبة سوبر ستريت فايتر II، كما ظهرت في ستريت فايتر ألفا كشخصية سرية. هي كانت من ضمن أتباع ام. بايسون وفقد الذاكرة وأصبحت عميلة لجهاز الاستخبارات البريطاني.

## الظهور
- سوبر ستريت فايتر II
- ستريت فايتر IV
- قتال الشوارع
- ستريت فايتر ألفا